# Bernardo Navazo
Bernardo Navazo (Albacete, 1981) cuyo nombre completo es Bernardo Navazo López, es un politólogo e ingeniero aeronáutico español especializado en política e industria de defensa y relaciones internacionales.

## Trayectoria
Navazo estudió Ciencias Políticas y de la Administración y se licenció como politólogo en la Universidad Complutense de Madrid. También estudió Ingeniería Aeronáutica en la Universidad Politécnica de Madrid donde obtuvo su título de ingeniero aeronáutico de Aeronaves y Vehículos Espaciales. Estudió un Master of International Affairs (MIA) en la Universidad de Columbia (EE. UU.) con una beca de la Fundación Rafael del Pino. Continuó su formación en el departamento de Estudios de Guerra en la Universidad King´s College de Londres, como parte de la investigación de su doctorado sobre Ética y Relaciones Internacionales.
Navazo desarrolla su actividad profesional como consultor y ha trabajado para diferentes organismos e instituciones, tanto internacionales como españolas. Trabajó como consultor en el Consejo Noruego para Refugiados (NRC), como asesor en 2010 de la Junta de Comunidades de Castilla-La Mancha, como consultor de políticas públicas en el grupo Eurasia, fue Director Ejecutivo en IPSA, en 2014 se incorporó a Red Horse Strategies, así como a la Fundación Alternativas coordinando los temas de Defensa. Analista consultor de relaciones internacionales con enfoque en la tecnología dada su doble faceta de politólogo e ingeniero, ha trabajado para el Gabinete de Presidencia del Gobierno de España y en varias campañas electorales de Estados Unidos y España. Por su conocimiento del entorno de la innovación tecnológica asesoró a compañías como The Power MBA, Uber, Airbus, así como a la Asociación Española de Startups o la propuesta pro-startup de la Embajada de Estados Unidos en Madrid. Navazo fue uno de los impulsores de la Ley de Fomento del Ecosistema Startup que iniciará su tramitación en el parlamento español.
Navazo escribe artículos científicos y artículos de difusión publicados en diferentes medios. Destacar la publicación de 2013 con el título Un ejército envuelvo en papel burbuja, o las de 2012 Hollande, continuismo en tiempos de ruptura y Sobre tanques y aeropuertos. También publica como analista en política internacional de defensa en otros medios como Agenda Pública El País, ElDiario.es o esglobal.
Navazo colabora en organizaciones sin ánimo de lucro y asociaciones que impulsan la cultura, la formación y el conocimiento en la sociedad. Colabora con Cátedra China. Actualmente es presidente de la Asociación de becarios de la Fundación Rafael del Pino.

## Obras seleccionadas
- 2012 Sobre tanques y aeropuertos, FP: Foreign Policy Edición Española, ISSN 1697-1515, Nº. 60[9]
- 2012 Hollande, continuismo en tiempos de ruptura, Economía exterior: estudios de la revista Política Exterior sobre la internacionalización de la economía española, ISSN 1137-4772, Nº. 61, págs. 77-84[10]
- 2013 Un ejército envuelvo en papel burbuja, Política exterior, ISSN 0213-6856, Vol. 27, Nº 156, págs. 94-104[11]
- 2020 Las plataformas digitales bajo demanda en España, en colaboración con Raúl Sánchez Fernández-Bernal, Fundación Alternativas. ISBN: 978-84-122837-2-3.[12]

## Reconocimientos
- Desde 2017 Presidente de la Asociación de becarios de la Fundación Rafael del Pino.[8]